# Duo Creative Communications
Duo Creative Communications Inc.（ドゥオ・クリエイティブ・コミュニケーションズ）は、米国サンフランシスコを拠点とし、全米、カナダ、カリブ海の一部をカバーする撮影制作、コーディネーター会社である。

## 所在地
870 Market St. Suite 1224, San Francisco, CA94102

### 業務内容
1) 撮影コーディネート
- リサーチ（出演交渉）
- ロケハン
- 撮影申請
- 現地クルーのキャスティング
- モデルのキャスティング
- タイアップ交渉
- 機材の手配
- 撮影時の通訳
- 撮影代行
- 取材後のテープお越し及び翻訳

＊その他、撮影に関する業務全て
2) 通訳/翻訳
- カンファレンス・コンベンション・展示会関連の現地通訳
- 記者会見の通訳
- 事前資料の翻訳

3) 映像
- Youtubeなどのオンライン上の映像の権利者検索、ライセンスの交渉、契約
- TV番組のライセンスの交渉、契約
- 映画のライセンスの交渉、契約

### 実績
-TBS-
- 21世紀の規制改革
- どうぶつ奇想天外！
- さまあーずの2人旅かよつ！
- 地球漫歩計
- 世界に眠る幻の未公開映像大発掘スペシャル
- 遊びのステイタス
- 未来日記
- インターネット革命
- メイキング オブ Music of Love（BSI）
- キレない子供を育てる (BSI)
- 世界魔術大博覧会・ヒストリーオブマジック (BS)
- 情熱大陸
- USO Japan
- 謎のアトランティス
- 世界の大富豪決定版！！驚異のウルトラ金儲け術＆スーパー大散財！！すべて見せますSP！！
- 探検！ホムンクルス
- ニッポン列島改造計画
- ヤレデキ！
- 世界のスーパードクター5,6
- 2008年宇宙の旅(BS-i)
- ひみつのアラシちゃん！
- オールスター感謝祭
- Song to Soul(BS)
- アメリカの街(BS)
- 世界ぶっちぎり映像！天下無敵の超最強動画
- 飛び出せ!科学くん
- 革命テレビ
- 教科書に載せたり！
- 世界遺産 (アラスカ・イエローストーン）
- さまぁ〜ずのキョクターン
- まさかの実話サスペンス
- 知っとこ!世界の朝ご飯(MBS)（サンフランシスコ・シアトル・ロスアンジェルス）
- THE 有吉ワールド
- 炎の体育会TV
- 100秒博士アカデミー
- ジョブチューン
- がっちりマンデー
- 地球絶景紀行
- 美空ひばりスペシャル
- 世界の日本人妻は見た
- 世界キセキ映像
- 生命38億年スペシャル 最新遺伝子ミステリー “人間とは何だ…!?
- 最新人体ミステリー シンドロームX
- 世界究極絶叫ツアーinアメリカ
- テレビ未来遺産
- 二度見シアター
- ザ・世界ワンダーX
- トコトン掘り下げ隊! 生き物にサンキュー!!

-日本テレビ-
- 激闘カリスマ先生5人 ダメな子育てを叩き直せるのか！？ スペシャル
- スーパーテレビ
- 特命リサーチ200X
- きょうの出来事
- 世界の怪奇現象スペシャル
- プレイヤーズ
- クイズ・ショーバイショーバイ
- メトロポリタンジャーニー
- 平成真吾
- 世界仰天ニュース
- 千と千尋の神隠しアカデミー賞受賞スペシャル
- 謎を解け！まさかのミステリー
- 特番 地球を守る「水の魔術師」たち
- 衝撃スクープ裏の裏
- 月刊！地震ファイル 命の水を検証（YTV)
- 未知の世界を撮りたい 驚き(秘)映像ハンター!ドリームビジョン
- 謎を解け！まさかのミステリー
- 世界！行ったら思わず笑ってしまうとこスペシャル
- ダウンタウンのガキの使いやあらへんで!!
- 平成ファミリーズ
- ウェイアップ（ytv）
- グッと！地球便(ytv)
- 極上の月夜
- 所さんの目がテン!
- マイケル・ジャクソン特番
- 世界最強の勇者たち
- 誰も知らない泣ける歌
- 人生は変わる1分間の深イイ話し
- 世界を揺るがせた100人の女たち
- 世界温泉遺産 (BS)
- 世界の果てまでイッテQ
- 好きになった人
- 池上彰くんに教えたい10のニュース
- 世界ワケあり家族〜家政婦になってミタ!〜
- 中井正広のブラックバラエティ
- 中居正広のザ・大年表
- 人体の謎を解き明かせ！特命調査機関ゴンゾウ
- 7daysチャレンジTV

-フジテレビ-
- なるほどザ・ワールド
- ニュース ジャパン
- スーパーニュース
- 奇跡の生還者 熱血看護婦最前線
- あいのり
- デットエイジ
- 危機一髪!sos
- 世界おもしろ珍メダルバカデミービデオ大賞
- カスペ！危ない家に住んでいるのは誰だ！SP
- 夢街人
- 百識
- 外国人が見たNIPPON（BS）
- くいしん坊!万才〜サンフランシスコ特集〜
- 超ド級!世界のありえない映像烈伝
- 超ド級!世界のありえない映像博覧会
- ヘキサゴン
- ネプリーグ
- ゴレンタン
- サンエンスミステリー
- 世界行ってみたらホントはこんなトコだった!?（アメリカ・カナダ・バハマ）
- 空の向こうのOMOTENASHI
- ホントにすごい雑学
- 教訓のススメ
- マネースクープ

-テレビ朝日-
- サンデープロジェクト
- ニュースステーション
- どきどき世界大冒険
- スイスペ「緊急検証2003迫る! 日本が戦場になる日」
- スイスペ「コドモのギモン！」
- サンデースクラブ
- 特捜！ UFO・宇宙人大暴露 SP
- オーラの泉
- SmaSTATION!
- 世界グッとストーリー感涙
- 密着！世界の警察24時

-テレビ東京-
- asayan
- eライフの先駆者達
- 映画の振興
- 海を越えた家族愛
- 所さんの学校では教えてくれないそこんトコロ！
- 日経スペシャル ガイアの夜明け
- 未来世紀ジパング
- 海外行くならこーでねーと（サンフランシスコ・ロスアンジェル）
- 解禁！暴露ナイト
- 実録のミステリー"偽りの栄光〜18歳の天才小説家の真実
- 日本食堂
- 世界ナゼそこに？日本人

-NHK-
- 地球に好奇心 (BS)
- 地球アゴラ（BS)
- ヒーローたちのオリンピック(カール・ルイス）

-その他-
- リーバイスジャパンカタログ
- JAL カレンダー
- National Geographic -Animal Planet(日本での撮影）
- ABC News (東日本大震災後の現地報道、コーディネート）

-PV-
- クリスタルガイザー
- アルクのABC
- モーニング娘
- タンポポ
- GACKT
- 世界遺産 〜イエローストーン国立公園〜
- 富士通 企業ビデオ ーブラジルロケ
- Sony PS3 PlayMemories PV
- SMASH Introduction Film for Sony.